# Tomas Jonsson (Grip)
Tomas Jonsson (Grip), född på 1200-talet, död före 1318, var en svensk riddare

## Biografi
Tomas Jonsson nämns åren 1296–1299 och blev senare riddare. Han avled före 1318.

### Familj
Tomas Jonsson  gifte sig senast 1296 med Katarina Israelsdotter, dotter till Tiundalandslagmannen Israel Andersson (And) och Ramfrid Gustavsdotter (lejon). De fick tillsammans barnen Jon Tomasson (Grip), Harald Tomasson (Grip) och Margareta Tomasdotter som var gift med häradshövdingen Sigge djäkn i Frökinds härad..